# LEMV (Дирижабль)
Дирижабль LEMV (Long Endurance Multi-intelligence Vehicle) — є розробкою наступного покоління від Northrop Grumman, США.
Дирижабль є військовою розробкою для проведення розвідки і спостереження на користь наземних підрозділів армії Сполучених Штатів. Є можливість використовувати дирижабль як транспортний повітряний засіб, чим і скористалася канадська «Discovery Air Innovations». Вона придбає транспортну модифікацію дирижабля з підвищеними характеристиками вантажопідйомності, яка використовуватиметься для доставки устаткування і вантажів у важкодоступні віддалені місця.
Основним документом з розробки даного проекту стає угоду між ЗС США і «Northrop Grumman», підписана у середині 2010 року. Згідно з ним, армія США отримає три дирижаблі військового призначення. Орієнтовна вартість одного примірника — 155 мільйонів доларів. Сума контракту — близько 517 000 000 доларів. У вартість дирижабля входить, крім іншого, транспортування до Афганістану для оцінки військового використання.
Дирижабль має розмір футбольного поля, висотний потолок — 20 000 футів, дальність дії 2000 миль, автономність — 21 день. Дирижабль може здійснювати зліт-посадку без обладнаної ВПС, транспортувати вантаж і проводити аерозйомку одночасно. Дирижабль LEMV створений на базі багаторазової платформи «HAV304» і є гібридним аеростатом. Використовуваний матеріал для дирижабля складається з кевлара, майлара і Вектрана (шарувата тканина), і здатний витримувати «розумну кількість» влучень зі стрілецької зброї.

## Переваги
Дирижабль має низку переваг перед БПЛА розвідувального типу:
- вертикальний зліт-посадка з використанням гелію;
- рушійні установки, встановлені на борту дирижабля, використовуються для його переміщення у горизонтальній площині за необхідністю;
- переміщення великогабаритних і важких вантажів.

Крім цього, він має і ряд переваг перед літаками і вертольотами, які виконують розвідувальні завдання. Орієнтовні витрати на розвідувальні дії літака на годину — 10-20 тисяч доларів, а вертольоти по відношенню до дирижабля — галасливі і вразливі, забезпечені невеликою витривалістю (автономністю), що робить дирижабль більш рентабельним по відношенню до літаків і витривалішим у порівнянні з вертольотами. Дирижаблі можуть служити комунікаційною базою для підрозділів, що діють у гористій місцевості, для постійного контакту один з одним, стежити за конвоями, дорогами, об'єктами інфраструктури, контролювати обстановку у міському масиві. «Це буде найавтономніший „безпілотник“ у світі», — заявляє директор програми зі створення дирижаблів Мейджер.
Регулювання тиску у дирижаблі досягається множинними балонетами у носовій і кормовій частині корпусу. Модуль для транспортування корисного навантаження (гондола) складається з 3-х секцій:
- носова (польотна) секція;
- середня палуба;
- кормова секція;

У носовій секції встановлена експериментальна станція, система контролю, паливна система керування та відділення для різного вантажу. Середня і кормова секція служать для додаткового розміщення вантажу і встановлення паливних баків.

## Основні характеристики
— Довжина 91 метр;
— Ширина 34 метри;
— Висота 26 метрів;
— Об'єм — 38 000 куб.м.;
— 100 % взаємодія з наземними засобами розвідки і спостереження;
— Рухові установки — чотири дизелі 4l V8 по 350 к.с., з прямим впорскуванням палива.
— Розміщення двигунів — два у носовій і два в кормовій частинах корпусу;
— Дирижабль виробляє до 16 кВт електроенергії для живлення встановленого та додаткового обладнання;
— Корисне навантаження 2 750 фунтів;
— Запас палива 3500 галонів (автономне баражування протягом трьох тижнів);
— Дальність дії 2400 милі на висоті 15 000 футів;
— Швидкість мін./макс. — 30/80 вузлів